# Ligue 1
Ligue 1 (nekad poznata pod imenom Division 1, a ponekad zvana i Le Championnat Franciorum ligue 1) prva je francuska profesionalna nogometna liga. To je glavno državno nogometno natjecanje i glavni ogranak francuskog nogometnog ligaškog sistema. Ligue 1 je jedna od dvije divizije koje tvore Ligue de Football Professionnel (druga je Ligue 2). U njoj se nalazi 18 nogometnih klubova koji se natječu po sistemu promocije i ispadanja u drugu ligu. Sezone traju od kolovoza do svibnja, a u navedenom razdoblju svaki klub igra 34 utakmica. Većina utakmica igra se subotom i nedjeljom, a tek mali broj tijekom radnih dana. Prvi dio sezone uobičajeno završava u posljednjem vikendu prije Božića, a nastavak natjecanja započinje drugog tjedna mjeseca siječnja. Ligue 1 je jedna od najjačih europskih nogometnih liga. Trenutačno se nalazi na šestom mjestu po jačini u Europi, odmah iza engleske, španjolske, njemačke, talijanske i portugalske nogometne lige. Službeni naslov lige je Ligue 1 Uber Eats.
Ligue 1 osnovana je 11. rujna 1932. godine pod imenom National prije nego što je ime promijenila u Division 1 nakon godine dana postojanja. To ime nosila je sve do 2002. godine, prije nego što je ponovno promijenila ime u današnje. Aktualni nogometni prvak je Paris SG kojem naslov u sezoni 2023./24. predstavlja dvanaesti osvojeni u povijesti kluba.
Ligue 1 se općenito smatra jednom od najkompetentnijih svjetskih liga, s vrlo dobrim rasporedom utakmica, kompletnim i konzistentnim pravilima, pravodobnim razrješenjem svih eventualnih problema i adekvatnim postupcima sudskih sporova nacionalnih ili međunarodnih institucija. Do danas, liga se susrela s tri značajna korupcijska skandala u svojoj povijesti (Antibes 1933., Red Star 1950-ih i Marseille 1993. godine), ali je sačuvala svoju reputaciju svaki put zbog brze i odgovarajuće kazne svih krivaca.

## Povijest

### Osnivanje
Prije 1930. godine, profesionalizam u francuskom nogometu gotovo da nije postojao. U srpnju 1930., nacionalno vijeće francuskog nogometnog saveza glasalo je 120:20 u korist uvođenja profesionalizma u francuski nogomet. Osnivačima profesionalnog francuskog nogometa danas se smatraju Georges Bayrou, Emmanuel Gambardella i Gabriel Hanot. S profesionalnim natjecanjima službeno se krenulo 1932. godine.
Kako bi se uspješno organizirala profesionalna nogometna liga u zemlji, savez je limitirao broj klubova koji će se u njoj natjecati na njih dvadeset. Postojala su tri uvjeta koja su klubovi morali zadovoljiti kako bi sudjelovali u natjecanju:
- Klub je morao imati pozitivne rezultate u prošlosti
- Klub je morao imati dovoljno novčanih sredstava kako bi održavao vlastite financijske troškove
- Klub je morao regrutirati minimalno 8 profesionalnih igrača

Mnogi klubovi izrazili su nezadovoljstvo postavljenim uvjetima, prvenstveno Strasbourg, RC Roubaix, Amiens SC i Stade Français dok drugi, poput Rennesa i Olympique Lilloisa nisu bili oduševljeni idejom da postanu profesionalni klubovi iz raznih razloga, prvenstveno zbog bojazni od bankrota (Rennes) i sukoba interesa predsjednika kluba Henrija Joorisa koji je tada bio na čelu Ligue du Nord. Jooris se bojao da bi njegova liga mogla propasti pa je predložio da ona službeno postane druga divizija nove lige. Ipak, na koncu su mnogi klubovi ostvarili profesionalni status, iako je klubove sa sjevera kao što su Strasbourg, RC Roubaix i Amiens bilo puno teže nagovoriti na isto. Neki drugi klubovi sa sjevera, poput Excelsior AC Roubaix, Metz i Fives su prihvatili profesionalnost. S druge strane, klubovi s juga Francuske kao što su Marseille, Hyères, Montpellier, SC Nimes, Cannes, Antibes i Nice snažno su podupirali novu ligu i prihvatili svoj novi status bez ikakvih komplikacija.

### Povijest natjecanja
Prva službena nogometna liga profesionalnih klubova, imena National započela je 1932./33. Dvadeset prvih klubova koji su se u njoj natjecali bili su: Antibes, CA Paris, Cannes, Club Français, Excelsior AC Roubaix, Fives, Hyères, Marseille, Metz, Mulhouse, Nice, Nîmes, Olympique Alès, Olympique Lillois, Racing Club de France, Red Star Olympique, Rennes, Sochaux, Sète i SO Montpellier. Klubovi su bili raspoređeni u dvije skupine s po 10 klubova, a posljednja tri iz svake izbačeni su u drugu ligu na kraju sezone. Dvoje pobjednika iz svake skupine na kraju sezone su igrali međusobnu utakmicu na neutralnom terenu (kasnije je to bio Stade Olympique Yves-du-Manoir). Prvo finale održano je 14. svibnja 1933. godine, a u njemu su igrali pobjednik skupine A Olympique Lillois i drugoplasirani iz skupine B, Cannes. Antibes, pobjednik skupine B, trebao je igrati u finalu, ali zbog sumnje u podmićivanje francuskog nogometnog saveza, klub je diskvalificiran. U tom prvom finalu, Lillois je okrunjen za prvaka Francuske nakon što je pobijedio rezultatom 4:3. Nakon sezone, odlučeno je da će liga imati 14 klubova i da niti jedan klub iz druge lige neće biti promoviran u prvu. Također je dogovoreno da liga promijeni ime iz National u jednostavnije Division 1. U sezoni 1934./35. liga je organizirana na način da najlošiji klubovi prve lige na kraju sezone ispadaju u drugu, a najbolji iz druge dolaze u prvu tako da se broj klubova popeo na 16. Taj broj klubova ostao je sve do sezone 1938./39.
Zbog Drugog svjetskog rata, francuska Vlada i ligaški savez suspendirali su nogometna natjecanja, iako su klubovi nastavili nastupati u regionalnim natjecanjima. Tijekom tzv. "ratnih prvenstava", profesionalizam je bio ukinut od strane Vichyjevog režima, a klubovi su primorani natjecati se u regionalnim ligama, podijeljenim na dvije zone: sjevernu i južnu. Zbog svoje nepovezanosti s te dvije zone, ligaški savez i francuski nogometni savez ne priznaju niti jedno prvenstvo održano u razdoblju između 1939. i 1945. godine, pa se oni klasificiraju kao da se nikad nisu niti održali. Nakon završetka rata i oslobođenja Francuske, profesionalni nogomet se vratio u tu zemlju. Prva liga povećala je broj klubova na 18. Ovaj broj ostao je sve do sezone 1965./66. kada je broj klubova ponovno povećan na današnjih 20. 2002. godine liga službeno mijenja ime iz Division 1 u danas poznatu Ligue 1.

## Format natjecanja
U prvoj francuskoj nogometnoj ligi natječe se 18 klubova (od sezone 2023./24.). Tijekom sezone, koja obično traje od kolovoza do svibnja, svaki klub sa svakim igra dvije utakmice – jednu na domaćem terenu i jednu u gostima. Sveukupno svaki klub odigra 34 ligaške utakmice, a ponekad se može dogoditi da domaći klub ugosti gostujući na nekom drugom stadionu kao što je bio slučaj s Lilleom koji je svoju domaću utakmicu protiv Lyona odigrao na Stade de France 2007. i 2008. godine. Svaki klub za pobjedu dobiva 3 boda, a 1 bod ako utakmica završi neriješenim rezultatom. Za izgubljenu utakmicu ne dobiva se niti jedan bod. Ljestvica klubova rangirana je prema sljedećim kriterijima: ukupan broj osvojenih bodova, gol-razlika, broj postignutih pogodaka. Na kraju svake sezone klub s najviše osvojenih bodova osvaja i naslov prvaka. Ako je broj bodova isti, sljedeće što se gleda je gol-razlika, a ako je i ona ista, onda se gleda broj postignutih pogodaka. U slučaju da dva kluba imaju identičan broj bodova, identičnu gol-razliku i identičan broj postignutih pogodaka, dijele prvo mjesto. U tim slučajevima, kao i u slučajevima da je ista situacija s ispadanjem iz lige ili za kvalifikacije za druga natjecanja, igra se tzv. "majstorica" na neutralnom terenu koja odlučuje konačnog pobjednika. Dva najslabija kluba na kraju sezone ispadaju u Ligue 2, a dva najjača kluba iz druge lige promoviraju se u prvu.
U prošlosti je sistem promocije u prvu ligu i izbacivanja u drugu imao drugačiji format. Prije 1995. godine, dva najslabija kluba iz prve lige automatski su ispadala u drugu, dok su treći najslabiji prve lige i treći najbolji druge lige igrali međusobne utakmice nakon kojih je bolji ostao ili došao u prvu ligu. Nešto slično igra se u nizozemskoj prvoj ligi i u Bundesligi. U ligi se također eksperimentiralo i s tzv. "bonus pravilom". U razdoblju od 1973. do 1976. godine svakom klubu koji je u utakmici zabio tri ili više pogodaka dodjeljivao se jedan bod više, bez obzira na konačan ishod utakmice. Time se želio promovirati napadački sistem igre, ali je iskustvo istog na kraju bilo neuvjerljivo. Na početku sezone 2006./07. liga je uvela tzv. "Tablicu napada" kako bi inspirirala klubove da igraju napadački nogomet i u prvoj i u drugoj ligi. Ideju su začeli ligaški savez i bivši menadžer Michel Hidalgo, a bila je slična kao i ona prethodna iz 1970-ih s tim da se klubovima ne daju dodatni bodovi, već samo financijska dobit.

### Kvalifikacije za europska natjecanja
Trenutačno, prema UEFA-inim koeficijentima, tri najbolje plasirana kluba iz Ligue 1 kvalificiraju se za Ligu prvaka, s tim da prva dva automatski ulaze u grupna natjecanja. Trećeplasirani tim igra u četvrtom pretkolu za Ligu prvaka. Klub koji je osvojio četvrto mjesto u Ligue 1 natječe se u Europa ligi. Ostala dva sudionika Europa lige određuju se kroz druga dva francuska nogometna natjecanja – Coupe de France i Coupe de la Ligue. Ako se oba kluba koja su osvojila naslove kupova nalaze i među prva tri kluba Ligue 1, tada petoplasirani i šestoplasirani klubovi idu u Europa ligu. Liga također može imati i sudionika u europskim natjecanjima kroz tzv. Fair Play sistem. Postoji tablica za Fair Play koju vodi UEFA i ako se odluči da je pobjednički klub upravo iz Francuske, dobiva se jedno mjesto više u europskim natjecanjima.

## Kritike

### Oslanjanje na obranu
Mnogi ljubitelji nogometa uglavnom su kritizirali francusku ligu zbog prevelikog oslanjanja na obranu što često rezultira nezanimljivim utakmicama. Tijekom posljednjeg desetljeća, Ligue 1 je regularno bila najslabija od svih ostalih najjačih europskih liga upravo zbog najmanjeg broja postignutih pogodaka po utakmicama, dosegnuvši najniži koeficijent u sezoni 2005./06. s tek 2.1 postignutim golom po utakmici. Za usporedbu, te iste sezone je u Bundesligi postignuto 2.8 golova po utakmici, dok su u engleskoj prvoj nogometnoj ligi postignuta 2.48 gola po utakmici.
Francuski klubovi općenito igraju obrambeni nogomet, s obrambenim veznim igračem (neki klubovi imaju čak i dva obrambena vezna). Upravo ta pozicija postala je glavna potpora francuskih klubova, a poneki igrači postali su i vrlo popularni zahvaljujući igri upravo na tom mjestu, kao što su Claude Makélélé, Yaya Touré, Jérémy Toulalan i N'Golo Kanté.

### Dominacija Lyona
Počevši od sezone 2001./02., Lyon je krenuo u rekordno osvajanje naslova francuskog prvaka – sedam puta za redom. U početku je osvajao naslove nakon neizvjesnih prvenstava; međutim, u sezoni 2005./06. Lyon je osvojio naslov s do tada rekordnih 15 bodova prednosti. Sljedeće sezone osvojili su naslov prvaka s rekordnih 17 bodova prednosti, osiguravši titulu nekoliko kola prije kraja prvenstva. Lyon je također bio uspješan i u Europi, a pod predsjednikom Jean-Michel Aulas adaptirao je strategiju koja mu je osiguravala dovođenje mnogih svjetski poznatih igrača kao što su Michael Essien, Florent Malouda, Éric Abidal, Hugo Lloris, Miralem Pjanić, Kim Källström, Dejan Lovren, Jérémy Toulalan, Karim Benzema i drugi. Takva dominacija rezultirala je negodovanjem od strane mnogih zbog nedostatka natjecateljskog duha u ligi, dosade i predvidljivosti, a samo su Marseille, Monaco, Lille i Bordeaux uspjeli pružati kakav-takav otpor sedmerostrukim prvacima.
Lyonova dominacija završila je u sezoni 2008./09. kada su završili na trećem mjestu, iza prvaka Bordeauxa i viceprvaka Marseillea. U sezoni 2009./10. bili su još lošiji, jer su se ispred njih našli klubovi Bordeaux, Marseille (kasniji prvak), Lille, Montpellier i Auxerre. Sezonu 2010./11. Lyon je završio na trećem mjestu, iza prvaka Lillea te viceprvaka Marseillea.

### Neuspjesi u europskim natjecanjima
Od osnutka Europskog kupa (danas poznatog pod nazivom Liga prvaka) 1955. godine, samo je jedan francuski nogometni klub uspio osvojiti to natjecanje i to Marseille u sezoni 1992./93. Ujedno, skupa s Paris Saint-Germainom (osvajač Kupa pobjednika kupova 1996.) Marseille je jedini francuski klub koji je ikad osvojio neko europsko natjecanje. Navedeno se smatra poprilično razočaravajućim, budući da su klubovi puno slabijih liga – kao što su nizozemska liga ili portugalska liga – osvajali mnogo više europskih nogometnih trofeja.
Francuski neuspjeh u Europskom kupu ranih godina započeo je s klubom Stade de Reims koji je izgubio prvo finale tog natjecanja od Real Madrida. Tri godine kasnije ta dva kluba ponovno su igrala finale, ali Real je ponovno bio bolji. Čekat će se skoro dva desetljeća da neki francuski klub ponovno dođe u finale – ovaj put to je bio Saint-Étienne koji je dinamičnom igrom stigao do kraja natjecanja 1976., ali izgubio rezultatom 1:0 od njemačkog Bayern Münchena. Međutim, unatoč porazu, Saint-Étienne vratio je francuski nogomet u sam vrh nakon izuzetno lošeg razdoblja koje je trajalo skoro 20 godina. Na putu do tog finala, Saint-Étienne je porazio velike klubove kao što su Glasgow Rangers, Dinamo Kijev i PSV Eindhoven.
Nakon tog uspjeha, Saint-Étienne polako je počeo padati, ali ni ostali klubovi nisu ostavili poseban dojam u Europi. Tijekom 1980-ih godina prošlog stoljeća, Bordeaux je ostvario najbolji uspjeh plasiravši se u poluzavršnici Europskog kupa u sezoni 1984./85. Pod vodstvom Jean-Pierre Papina, Marseille je stigao do finala Europskog kupa 1991. godine, ali su tamo izgubili od Crvene zvezde nakon izvođenja jedanaesteraca. Dvije godine kasnije, Marseille je postao prvi francuski klub koji je osvojio Europski kup (kup je tada već promijenio ime u danas poznatu Ligu prvaka) pobijedivši u finalu talijanski Milan rezultatom 1:0. Tu je pobjedu obilježila kontroverza, budući je predsjednik kluba Bernard Tapie osumnjičen i kasnije osuđen za namještanje utakmice protiv Valenciennesa. Naime, Tapie je "zamolio" igrače Valenciennesa da "ne igraju punom snagom" protiv njegovog Marseillea i da ne pokušavaju ozlijediti igrače, kako bi ovi bili stopostotno spremni za finale Lige prvaka koje se igralo tek par dana nakon te utakmice. Marseilleu je na kraju oduzet naslov prvaka Francuske, ali ne i naslov pobjednika Lige prvaka.
Unatoč Lyonovoj dominaciji tijekom njihovog sedmogodišnjeg osvajanja naslova prvaka Francuske, klub niti jednom nije došao do finala Lige prvaka, a prije 2010. godine čak nije dostigao niti poluzavršnicu. Tijekom tog desetljeća, od Lyona je u Ligi prvaka bio bolji Monaco koji je, pod vodstvom Didiera Deschampsa, došao do finala 2004. godine, ali na kraju izgubio od Porta rezultatom 3:0. Prije sezone 2009./10. kada su došli do poluzavršnice, najbolji Lyonov rezultat u Ligi prvaka bila je četvrtzavršnica u sezoni 2004./05. kada su izgubili od PSV Eindhovena nakon izvođenja jedanaesteraca.
U sezoni Lige prvaka 2009./10. kritike na račun nastupa francuskih klubova su splasnule, prvenstveno zbog odlične igre koju su prikazali Bordeaux i Lyon. Bordeaux, predvođen trenerom i bivšim igračem Laurentom Blancom te odličnim razigravačem Yoannom Gourcuffom, nije zabilježio niti jedan poraz u grupnoj fazi natjecanja koja je uključivala klubove kao što su Bayern München i Juventus. Lyon je također odlično odigrao svoju skupinu, a izvukli su i pozitivan rezultat protiv Liverpoola u obje utakmice što je rezultiralo kasnijim ispadanjem engleskog kluba iz daljnjeg tijeka natjecanja. U eliminacijskoj fazi natjecanja, Bordeaux je izbacio grčki Olympiakos, dok je Lyon izbacio Real Madrid. To je dovelo do francuskog ogleda u četvrtzavršnici između Bordeauxa i Lyona, kojeg je Lyon dobio ukupnim rezultatom 3:2 i ostvario do sada najbolji rezultat u Ligi prvaka.

## Financije
Klupske financije i budžete određuje DNCG (Direction Nationale du Contrôle de Gestion), organizacija odgovorna za nadgledanje računa profesionalnih klubova u Francuskoj. Osnovana je 1984. godine kao administrativni ogranak ligaškog saveza. Njezina misija je nadgledanje svih financijskih operacija kompletna 44 profesionalna nogometna kluba u Francuskoj, razvijanje sredstava profesionalnih klubova, određivanje sankcija onim klubovima koji prekrše pravila te obrana morala i interesa francuskog nogometa općenito.
Prema izvještaju organizacije DNCG, kompletan budžet Ligue 1 za sezonu 2005./06 iznosio je 910 milijuna Eura, 39 % više u odnosu na sezonu 2002./03. Glavni razlog rasta budžeta odnosi se na televizijska prava koja liga redovito ugovara. Osim Paris-Saint Germaina, većina klubova u prvoj ligi vrlo dobro financijski stoje, a neki poput Auxerrea, Bordeauxa, Lillea i Lyona se smatraju pravim primjerom odličnog menadžmenta. Međutim, u posljednje vrijeme organizacija DNCG predlaže klubovima da limitiraju plaće i smanje opseg dugova nakon što je otkriveno da su računi klubova francuske lige u crvenoj zoni već treću godinu za redom (2008. – 2011.), uz procijenjeni deficit od 130 milijuna eura. U sezoni 2009./10. klubovi su sveukupno zaradili 1,04 milijarde eura što Ligue 1 smješta na peto mjesto liga po prihodima, odmah iza engleske (2,43 milijarde eura), talijanske (1,43 milijarde eura), njemačke (1,42 milijarde eura) i španjolske lige (1,35 milijardi eura).
Ako se gleda u svjetskim razmjerima, klubovi Lyon i Marseille su jedni od najbogatijih. Redovito se nalaze na Deloitteovoj listi nogometnih klubova s najvećom zaradom. Prema njoj, Marseille se trenutačno nalazi na 14. mjestu s prihodima koji iznose 150,4 milijuna eura, dok se Lyon nalazi na 17. mjestu s prihodima 132,8 milijuna eura.

## Klubovi
Od njezinog osnivanja i prve sezone 1932./33., sveukupno je 76 klubova igralo u Ligue 1. Trenutačno su Marseille, Montpellier, Nice, Rennes jedini klubovi koji igraju u prvoj ligi, a u njoj su sudjelovali i u osnutku. Paris Saint-Germain i Evian su jedina dva kluba koji nikad nisu ispali iz prve lige zbog najmanjeg broja osvojenih bodova na kraju sezone. Uz to, Paris Saint-Germain je u prvu ligu došao u sezoni 1974./75. i od tada nije iz nje ispao. Evian je sezoni 2011./12. ostvario svoj debi u prvoj ligi.

### Popis klubova u sezoni 2013./14.
Slijedi popis nogometnih klubova koji će se natjecati u Ligue 1 tijekom sezone 2013./14.
| Klub         | Osvojeno mjesto u sezoni 2012./13. | Prva sezona u prvoj ligi | Broj sezona u Ligue 1 | Posljednja sezona ulaska u prvu ligu | Naslovi u Ligue 1 | Posljednji osvojeni naslov |
| ------------ | ---------------------------------- | ------------------------ | --------------------- | ------------------------------------ | ----------------- | -------------------------- |
| Ajaccio      | 17.                                | 1967./68.                | 12                    | 2011./12.                            | 0                 | —                          |
| Bastia       | 13.                                | 1968./69.                | 30                    | 2012./13.                            | 0                 | —                          |
| Bordeaux     | 7.                                 | 1945./46.                | 60                    | 1992./93.                            | 6                 | 2008./09.                  |
| Evianb       | 16.                                | 2011./12.                | 3                     | 2011./12.                            | 0                 | –                          |
| Guingamp     | Ligue 2: 2.                        | 1945./46.                | 7                     | 2013./14.                            | 0                 | —                          |
| Lille        | 6.                                 | 1945./46.                | 53                    | 2000./01.                            | 3                 | 2010./11.                  |
| Lorient      | 8.                                 | 1998./99.                | 9                     | 2006./07.                            | 0                 | —                          |
| Lyon         | 3.                                 | 1951./52.                | 54                    | 1989./90.                            | 7                 | 2007./08.                  |
| Marseillea   | 2.                                 | 1932./33.                | 63                    | 1995./96.                            | 9                 | 2009./10.                  |
| Monaco       | Ligue 2: 1.                        | 1932./33.                | 54                    | 2013./14.                            | 7                 | 1999./00.                  |
| Montpelliera | 9.                                 | 1932./33.                | 30                    | 2009./10.                            | 1                 | 2011./12.                  |
| Nantes       | Ligue 2: 3.                        | 1932./33.                | 45                    | 2013./14.                            | 8                 | 2000./01.                  |
| Nicea        | 4.                                 | 1932./33.                | 54                    | 2002./03.                            | 4                 | 1958./59.                  |
| Paris SGb    | 1.                                 | 1974./75.                | 40                    | 1974./75.                            | 3                 | 2012./13.                  |
| Rennesa      | 12.                                | 1932./33.                | 56                    | 1994./95.                            | 0                 | —                          |
| Reims        | 14.                                | 1945./46.                | 30                    | 2012./13.                            | 6                 | 1961./62.                  |
| St. Étienne  | 5.                                 | 1938./39.                | 60                    | 2004./05.                            | 10                | 1980./81.                  |
| Sochauxa     | 15.                                | 1932./33.                | 65                    | 2001./02.                            | 2                 | 1937./38.                  |
| Toulouse     | 10.                                | 1982./83.                | 25                    | 2003./04.                            | 0                 | —                          |
| Valenciennes | 11.                                | 1960./61.                | 32                    | 2006./07.                            | 0                 | —                          |

a: Klub osnivač Ligue 1

b: Nikad nije bio izbačen iz Ligue 1

## Dosadašnji prvaciLigue 1
Povijest prve francuske nogometne lige dijeli se na dva razdoblja: amatersku eru i profesionalnu eru. Amaterska era nalazila se pod vodstvom organizacije Union des Sociétés Françaises de Sports Athlétiques i trajala je od 1894. do 1929. godine. Organizacija USFSA podupirala je amaterski sport, a amaterska nogometna liga prekinuta je 1915. godine, nakon 22 godine postojanja, radi Prvog svjetskog rata. 1919. godine liga je nanovo pokrenuta, a 1926. godine sve ovlasti predane su francuskom nogometnom savezu. Savez je organizirao jednu ligu komponiranu od regionalnih amaterskih liga i nazvao ju Championnat de France koja je trajala tri godine, sve do 1929. kada je odlučeno da se pokrene profesionalna liga koja postoji i danas.
Prvi prvaci amaterske ere bili su Standard Athletic Club koji su porazili The White Rovers rezultatom 2:0 u Courbevoieu, 6. svibnja 1894. godine i tako osvojili naslov. Prva utakmica ova dva kluba završila je neriješenim rezultatom 2:2 pa se morala odigrati nova. Standard je osvojio naslov prvaka francuske još četiri puta u sedam godina, prije nego što je RC Roubaix preuzeo titulu i postao prvi klub u Francuskoj koji je uspio osvojiti tri naslova prvaka za redom. Nakon njihovog uspjeha, prvaci su se često izmijenjivali – malo su pobjeđivali klubovi sa sjevera Francuske, a malo oni s juga. Marseille je osvojio posljednju amatersku titulu 1929. godine.
Olympique Lillois (danas poznatiji kao Lille) prvi je klub koji je osvojio naslov prvaka u profesionalnoj eri Ligue 1. U finalnoj utakmici pobijedili su 4:2 Cannes na stadionu Stade Olympique Yves-du-Manoir. Sljedeće sezone prvaci su postali igrači Sètea, a nakon što su osvojili prvenstvo i 1939. godine postali su prvi kojima je to uspjelo dva puta. Nakon završetka Drugog svjetskog rata, Saint-Étienne postao je najjači klub, osvojivši prvenstvo četiri puta za redom (1966. – 1970.). Svojih 10 naslova prvaka (do danas još uvijek rekordnih ako se gleda samo razdoblje profesionalne ere Ligue 1) Saint-Étienne osvojio je u rasponu od 25 godina. Marseille je ponovio uspjeh Saint-Étiennea osvojivši prvenstvo četiri puta za redom (1988. – 1992.), a sljedeće će prvenstvo osvojiti tek za 17 godina (2010.). Tijekom tog razdoblja najdominantiji klub u Francuskoj bio je Lyon koji je uspio osvojiti prvenstvo sedam godina za redom (2002. – 2008.) što do danas predstavlja apsolutni rekord. Njihova dominacija završila je u sezoni 2008./09. kada ih je s trona maknuo Bordeaux osvojivši svoj šesti naslov prvaka.
Kada se gleda kompletna povijest francuske nogometne lige, Saint-Étienne i Marseille su najuspješniji klubovi – oba su uspjela osvojiti prvenstvo rekordnih 10 puta (Marseille je profesionalnu ligu osvojio 9 puta, a amatersku jednom). Većinu svojih titula, Saint-Étienne je osvojio 60-ih i 70-ih godina prošlog stoljeća pod vodstvom trenera kao što su Jean Snella, Albert Batteux i Robert Herbin. Marseille je u sezoni 1992./93. također osvojio prvenstvo i izjednačio se sa Saint-Étienneom u broju osvojenih naslova profesionalne lige (10), ali im je naknadno naslov oduzet zbog skandala koji je uključivao tadašnjeg predsjednika kluba Bernarda Tapiea i njegovo podmićivanje suparničkih igrača. Tapie je kasnije proglašen krivim i osuđen na dvije godine zatvora. Trenutačno je na ljestvici najuspješnijih francuskih klubova Nantes na trećem mjestu s 8 osvojenih titla, a slijede ga Monaco i Lyon s osvojenih sedam naslova prvaka.

### Popis dosadašnjih prvakaLigue 1(profesionalno razdoblje)
- 1932./33. – Olympique Lillois
- 1933./34. – FC Sète
- 1934./35. – FC Sochaux-Montbéliard
- 1935./36. – Racing Club de Paris
- 1936./37. – Olympique de Marseille
- 1937./38. – FC Sochaux-Montbéliard
- 1938./39. – FC Sète
- 1939. – 1945. – nije igrano zbog drugog svjetskog rata
- 1945./46. – Lille OSC
- 1946./47. – CO Roubaix-Tourcoing
- 1947./48. – Olympique de Marseille
- 1948./49. – Stade de Reims
- 1949./50. – Girondins de Bordeaux
- 1950./51. – OGC Nice
- 1951./52. – OGC Nice
- 1952./53. – Stade de Reims
- 1953./54. – Lille OSC
- 1954./55. – Stade de Reims
- 1955./56. – OGC Nice
- 1956./57. – AS Saint-Étienne
- 1957./58. – Stade de Reims
- 1958./59. – OGC Nice
- 1959./60. – Stade de Reims
- 1960./61. – AS Monaco FC
- 1961./62. – Stade de Reims
- 1962./63. – AS Monaco FC
- 1963./64. – AS Saint-Étienne
- 1964./65. – FC Nantes
- 1965./66. – FC Nantes
- 1966./67 – AS Saint-Étienne
- 1967./68. – AS Saint-Étienne
- 1968./69. – AS Saint-Étienne
- 1969./70. – AS Saint-Étienne
- 1970./71. – Olympique de Marseille
- 1971./72. – Olympique de Marseille
- 1972./73. – FC Nantes
- 1973./74. – AS Saint-Étienne
- 1974./75. – AS Saint-Étienne
- 1975./76. – AS Saint-Étienne
- 1976./77. – FC Nantes
- 1977./78. – AS Monaco FC
- 1978./79. – RC Strasbourg
- 1979./80. – FC Nantes
- 1980./81. – AS Saint-Étienne
- 1981./82. – AS Monaco FC
- 1982./83. – FC Nantes
- 1983./84. – Girondins de Bordeaux
- 1984./85. – Girondins de Bordeaux
- 1985./86. – Paris SG
- 1986./87. – Girondins de Bordeaux
- 1987./88. – AS Monaco FC
- 1988./89. – Olympique de Marseille
- 1989./90. – Olympique de Marseille
- 1990./91. – Olympique de Marseille
- 1991./92. – Olympique de Marseille
- 1992./93. – Bez prvaka (Marseileu oduzet naslov)
- 1993./94. – Paris SG
- 1994./95. – FC Nantes
- 1995./96. – AJ Auxerre
- 1996./97. – AS Monaco FC
- 1997./98. – RC Lens
- 1998./99. – Girondins de Bordeaux
- 1999./00. – AS Monaco FC
- 2000./01. – FC Nantes
- 2001./02. – Olympique Lyonnais
- 2002./03. – Olympique Lyonnais
- 2003./04. – Olympique Lyonnais
- 2004./05. – Olympique Lyonnais
- 2005./06. – Olympique Lyonnais
- 2006./07. – Olympique Lyonnais
- 2007./08. – Olympique Lyonnais
- 2008./09. – Girondins de Bordeaux
- 2009./10. – Olympique de Marseille
- 2010./11. – Lille O.S.C.
- 2011./12. – Montpellier HSC
- 2012./13. – Paris SG
- 2013./14. – Paris SG
- 2014./15. – Paris SG
- 2015./16. – Paris SG
- 2016./17. – AS Monaco FC

### Osvojena prvenstva po klubovima
| Klub                     | Broj naslova | Godine |
| ------------------------ | ------------ | --- |
| AS Saint-Étienne         | 10           | 1956./57., 1963./64., 1966./67., 1967./68., 1968./69., 1969./70., 1973./74., 1974./75., 1975./76., 1980./81. |
| Olympique de Marseille   | 9            | 1936./37., 1947./48., 1970./71., 1971./72., 1988./89., 1989./90., 1990./91., 1991./92., 2009./10.            |
| Paris Saint-Germain FC   | 9            | 1985./86., 1993./94., 2012./13., 2013./14., 2014./15., 2015./16., 2017./18., 2018./19., 2019./20.            |
| AS Monaco FC             | 8            | 1960./61., 1962./63., 1977./78., 1981./82., 1987./88., 1997./98., 1999./00., 2016./17.                       |
| FC Nantes                | 8            | 1964./65., 1965./66., 1972./73., 1976./77., 1979./80., 1982./83., 1994./95., 2000./01.                       |
| Olympique Lyonnais       | 7            | 2001./02., 2002./03., 2003./04., 2004./05., 2005./06., 2006./07., 2007./08.                                  |
| FC Girondins de Bordeaux | 6            | 1949./50., 1983./84., 1984./85., 1986./87., 1998./99., 2008./09.                                             |
| Stade de Reims           | 6            | 1948./49., 1952./53., 1954./55., 1957./58., 1959./60., 1961./62.                                             |
| Lille O.S.C.             | 4            | 1932./33. (Olympique Lillois), 1945./46., 1953./54., 2010./11., 2020./21.                                    |
| OGC Nice                 | 4            | 1950./51., 1951./52., 1955./56., 1958./59.                                                                   |
| FC Sète                  | 2            | 1933./34., 1938./39.                                                                                         |
| FC Sochaux-Montbéliard   | 2            | 1934./35., 1937./38.                                                                                         |
| RC Lens                  | 1            | 1997./98. |
| AJ Auxerre               | 1            | 1995./96. |
| RC Strasbourg            | 1            | 1978./79. |
| CO Roubaix-Tourcoing     | 1            | 1946./47. |
| RCF Paris                | 1            | 1935./36. |
| Montpellier HSC          | 1            | 2011./12. |

## Razni rekordi

### Rekordi klubova
- najviše osvojenih prvenstava: Paris SG (12)
- najviše osvojenih prvenstava za redom: Lyon, 2002. – 2008. (7)
- najduže razdoblje bez poraza u tijeku jedne sezone: Nantes, 1994./95. (32 utakmice)
- najduže razdoblje bez poraza na domaćem terenu: Nantes, između 15. svibnja 1974. i 7. travnja 1981. (92 utakmice)
- najviše pobjeda u jednoj sezoni: Stade de Reims (1959./60.), Monaco (1960./61.), Nantes (1965./66., 1979./80.) – po 20 pobjeda u ligi s 20 klubova; Saint-Étienne (1969./70.) – 25 pobjeda u ligi s 18 klubova
- najviše pobjeda na domaćem terenu u sezoni: Saint-Étienne, 1974./75. (19)
- najviše pobjeda u gostima u sezoni: Saint-Étienne (1969./70.), Marseille (1971./72) i Lyon (2005./06.) – po 12 pobjeda
- najmanje poraza u sezoni: Nantes, 1994./95. (1)
- najviše neriješenih rezultata u sezoni: Bordeaux, 2004./05. (20)
- najviše sezona provedenih u prvoj ligi: Sochaux (57)
- najviše uzastopnih sezona u prvoj ligi: Nantes, 1963. – 2007. (44)
- sezona s najviše postignutih pogodaka: 1946./47. (1344 zgoditka, prosječno 3,51 po utakmici) u ligi s 20 klubova; 1948./49. (1138 zgoditka, prosječno 3,71 po utakmici) u ligi s 18 klubova
- klub s najviše postignutih pogodaka u sezoni: RCF Paris, 1959./60., 118 zgoditaka u ligi s 20 klubova; Lille, 1948./49., 102 zgoditka u ligi s 18 klubova
- klub s najmanje primljenih pogodaka u sezoni: Marseille, 1991./92. (21)
- najveća gol-razlika: Stade de Reims, 1959./60. (+63) u ligi s 20 klubova; Lille, 1948./49. (+62) u ligi s 18 klubova
- najveća pobjeda: Sochaux – Valenciennes: 12:1, 1935./36.
- sezona s najviše žutih kartona: 2002./03. (1654)
- sezona s najviše crvenih kartona: 2002./03. (131)
- klub s najviše crvenih kartona u sezoni: Bastia, 2002./03. i Paris Saint-Germain, 2003./04. (13)
- najviše utakmica kao trener: Guy Roux, Auxerre, 1961./62., 1964. – 2000., 2001. – 2005. (890)
- najviše gledatelja u sezoni: 8,086.774 (2004./05.)
- najveći prosjek gledatelja po utakmici: 23.154 (2000./01.)
- najveći broj gledatelja u jednom danu: 281.000, 33. kolo u sezoni 1997./98. (28.100 gledatelja po utakmici)
- najveći broj gledatelja u jednoj utakmici: 77.840, Lille – Lyon (2007./08., utakmica održana na stadionu Stade de France)
- najveća ispuštena bodovna prednost u utrci za prvaka: Olympique Lyonnais: 2009.

### Rekordi igrača
| 10 igrača s najviše odigranih utakmica | 10 igrača s najviše odigranih utakmica | 10 igrača s najviše odigranih utakmica | 10 igrača s najviše odigranih utakmica | 10 igrača s najviše odigranih utakmica |
| -------------------------------------- | -------------------------------------- | -------------------------------------- | -------------------------------------- | -------------------------------------- |
| Igrač                                  | Igrač                                  | Razdoblje                              | Klub                                   | Broj utakmica                          |
| 1                                      | Jean-Luc Ettori                        | 1975. – 1994.                          | Monaco                                 | 602                                    |
| 2                                      | Dominique Dropsy                       | 1972. – 1989.                          | Valenciennes, Strasbourg, Bordeaux     | 596                                    |
| 3                                      | Dominique Baratelli                    | 1967. – 1985.                          | Monaco, Nice, Paris Saint-Germain      | 593                                    |
| 4                                      | Alain Giresse                          | 1970. – 1988.                          | Bordeaux                               | 586                                    |
| 5                                      | Sylvain Kastendeuch                    | 1982. – 2001.                          | Metz                                   | 577                                    |
| 6                                      | Patrick Battiston                      | 1973. – 1991.                          | Bordeaux                               | 558                                    |
| 7                                      | Jacky Novi                             | 1964. – 1980.                          | Marseille                              | 545                                    |
| 8                                      | Roger Marche                           | 1944. – 1962.                          | Stade de Reims                         | 542                                    |
| 9                                      | Jean-Paul Bertrand-Demanes             | 1969. – 1988.                          | Nantes                                 | 532                                    |
| -                                      | Henri Michel                           | 1966. – 1982.                          | Nantes                                 | 532                                    |
| Najbolji strijelci                     |                                        |                                        |                                        |                                        |
| Igrač                                  | Igrač                                  | Razdoblje                              | Klub                                   | Broj pogodaka                          |
| 1                                      | Delio Onnis                            | 1971. – 1986.                          | Monaco                                 | 299                                    |
| 2                                      | Bernard Lacombe                        | 1969. – 1987.                          | Lyon                                   | 255                                    |
| 3                                      | Hervé Revelli                          | 1965. – 1978.                          | Saint-Étienne                          | 216                                    |
| 4                                      | Thadée Cisowski                        | 1947. – 1961.                          | RCF Paris                              | 206                                    |
| 5                                      | Roger Piantoni                         | 1950. – 1966.                          | Stade de Reims                         | 203                                    |
| 6                                      | Roger Courtois                         | 1932. – 1956.                          | Sochaux                                | 193                                    |
| 7                                      | Joseph Ujlaki                          | 1947. – 1964.                          | RCF Paris                              | 189                                    |
| 8                                      | Fleury Di Nallo                        | 1960. – 1975.                          | Lyon                                   | 187                                    |
| 9                                      | Carlos Bianchi                         | 1973. – 1980.                          | Stade de Reims                         | 179                                    |
| -                                      | Gunnar Andersson                       | 1950. – 1960.                          | Marseille                              | 179                                    |

## Televizijski prijenosi

### Francuska
U Francuskoj, ligaški savez ima ekskluzivni ugovor za televizijska prava s kanalima na pretpatu, Canal+ i Orange. Prema Ugovoru koji je postignut 2. veljače 2008. godine, ligaški savez dobiva 668 milijuna eura za četiri sezone. Canal+ u početku je bio protivan ugovoru zbog gore opisanog kriticizma francuske lige i odluke da se prava rasporede na 12 različitih paketa što je rezultiralo s jedne strane kontroverzom, a s druge potporom budući takav način rasporeda paketa omogućava manjim televizijskim kompanijama, poput Orangea ili SFR-a da licitiraju određene utakmice.
Nakon potpisanog ugovora, otkriveno je da je Canal+ kupio devet od 12 paketa, a Orange ostatak. Akvizicije Orangea uključuju prijenose utakmica na mobilnim uređajima te uslugu "on-demand", kao i jedan premium paket. Canal+ dobio je dva od tri premium paketa koji uključuju sve utakmice koje se igraju nedjeljom navečer. Canal+ također je osigurao i paket koji omogućava prijenos utakmica uživo na Internetu. Njihova stranica za online gledanje utakmica, Foot Plus, predstavljena je na početku sezone 2008./09.

### Europa
U ostalim državama Europe, mogućnost gledanja utakmica Ligue 1 dosta varira. U većini zemalja (kao i u Hrvatskoj) ligu je moguće pratiti na kanalima Arena Sport, Nova Sport, Canal+ ili Sport1. U zemljama kao što su Švicarska i Poljska, utakmice Ligue 1 emitiraju se na sestrinskim kanalima Canala+. U Njemačkoj se liga prikazuje na Eurosportu dok je u Baltičkim zemljama utakmice moguće gledati na kanalu Viasat Sport. U Češkoj i Slovačkoj Ligue 1 se prikazuje na Galaxie Sport. 1. travnja 2010. godine ligaški savez je objavio da je sama liga dosegnula multimilijunski dogovor za prikazivanje utakmica u Italiji, s kanalom Sportitalia. Kanal će emitirati utakmice Ligue 1 sljedeće dvije sezone, počevši od sezone 2010./11. Sportitalia će emitirati četiri utakmice uživo tjedno, a također će prikazivati i najzanimljivije trenutke s ostalih utakmica.

### Ostatak svijeta
U zemljama Afričkog kontinenta, utakmice Ligue 1 moguće je pratiti na sestrinskim kanalima Canala+, kao i na kanalima Supersports, TV5 Monde, RTNC i MuviTV. Na američkom kontinentu, liga se prikazuje na Fox Soccer Plus i TV5 Monde u SAD-u. U Brazilu pretplatnički kanal Sportv emitira utakmice, dok u Meksiku i na Karibima ligu emitira Televisa Deportes Network kao i TV5 Monde s pet prikazanih utakmica tjedno od čega su tri uživo, a dvije snimke. U Aziji se liga emitira na Guangdong TV (Kina) i SBS (Južna Koreja). U Japanu se Ligue 1 prikazuje na kanalu J Sports. 8. travnja 2010. godine postignut je dogovor s telekomunikacijskom kompaniju PCCW iz Hong Konga koja će u toj zemlji prenositi utakmice Ligue 1 sljedeće dvije sezone.

## Nagrade

### Trofej
Trenutni trofej Ligue 1, L'Hexagoal, razvio je ligaški savez, a dizajnirao i napravio francusko-argentinski umjetnik Pablo Reinoso. Trofej se dodjeljuje osvajaču francuske lige od sezone 2006./07., a zamijenio je prethodni trofej koji je postojao svega pet godina. Ime trofeja, Hexagoal, određeno je nakon službenog natjecanja u organizaciji ligaškog saveza i francuskog kanala TF1 u kojem se osmišljavalo ime trofeja. Zaprimljeno je preko devet tisuća prijedloga, a 20. svibnja 2007. godine član francuskog nogometnog saveza Frédéric Thiriez službeno je objavio da je, nakon glasanja provedenog na Internetu, termin Hexagoal primio polovicu glasova. Prvi klub kojem je dodijeljen novi trofej bio je Lyon nakon što su osvojili Ligue 1 u sezoni 2007./08.

### Mjesečne i sezonske nagrade
Uz trofej koji se dodjeljuje osvajaču naslova te medaljama za pojedine igrače, Ligue 1 također dodjeljuje nagradu za igrača mjeseca. Na kraju svake sezone također se dodjeljuju nagrade za igrača godine, menadžera godine i najboljeg mladog igrača godine za prvu i drugu francusku nogometnu ligu.

## Vanjske poveznice
- Službena stranica (engl.)